# Mistrovství Československa v krasobruslení 1986
Mistrovství Československa v krasobruslení 1986 se konalo 3. ledna až 5. ledna 1986 v Bratislavě na zimním stadionu na Šmidkeho ulici.

## Medaile
| Kategorie      | Zlato                       | Zlato | Stříbro                         | Stříbro | Bronz            | Bronz |
| Muži           | Jozef Sabovčík              | 2     | Jaroslav Suchý                  | 4, 6    | Miroslav Picek   | 8, 2  |
| Ženy           | Gabriela Ballová            | 2     | Jana Přibylová                  | 5, 8    | Jana Petrušková  | 7, 8  |
| Sportovní páry | Lenka Knapová René Novotný  |       | neobsazeno                      | -       | neobsazeno       | -     |
| Taneční páry   | Věra Řeháková Ivan Havránek | 2     | Jana Kašpárková Pavel Laurenčík | 4       | Pospíšilová Mrva | 6     |